# Kis-Viszóka-csúcs
A Kis-Viszóka-csúcs (szlovákul: Vychodná Výsoká) 2428,6 m magas hegycsúcs a Magas Tátrában, Szlovákiában. A Lengyel-nyeregtől K-re fekvő, sűrűn látogatott, híres kilátóhegy. Tövében három völgy terül el: a Poduplaszki-Mormota-völgy és a Nagy-Tarpataki-völgy, amelyekbe igen meredek falakban szakad le, továbbá a Felkai-völgy, amely felé viszont enyhe, omladékos lejtőkkel ereszkedik alá. A Kis-Viszokában a Lengyel-nyereg felől – Ny-ról – jövő főgerinc megtörik s é. irányban ereszkedik alá a Rovátka mély bevágásához. Azonkívül a Kis-Viszokából – a Ny-ról jövő főgerinc egyenes folytatásában – K felé egy hosszú oldalgerinc indul ki, amely a Bibircsben éri el a legnagyobb magasságát s a Nagyszalóki-csúccsal ér véget. Ebben az irányban – vagyis K-re – a Dubke-rés választja el a szomszédos Szontagh-csúcstól. A Kis-Viszoka kilátása igen szép és kiterjedt. Különösen impozáns a szemben emelkedő Gerlachfalvi-csúcs széles tömege s szép a Nagy-Tarpataki-völgy változatos hegykoszorúja. 
Első ismert megmászója: Jármay László 1888-ban, de könnyű elérhetősége miatt valószínű már előtte is jártak a csúcson. 
Magyar elnevezése a szlovákból van átvéve; a vysoká = magas nem kivételes magasságát jelenti, hanem inkább a kitűnő kilátást a környező csúcsokra. A „Kis” jelzővel különböztették meg a magasabb, szlovákul Vysokának nevezett Tátra-csúcstól. Ez az elnevezés maradt meg a lengyel nyelvben is. Az elnevezés jelentése különben igazi fából vaskarika, mivel a szlovák vysoká = magas, azaz jelentése Kis-Magas. A Keleti-Viszoka (Keleti-Magas) név egy kicsit értelmesebb. 
Grósz Alfréd a Felker Hochwarte (Felkai-magas-őrtorony) elnevezést javasolta. 1902-ben Englisch Károly a Jármay-csúcs elnevezést javasolta, de ez nem talált kellő visszhangra.

Körpanoráma a Kis-Viszóka-csúcsról